# 카를로스 디에스
카를로스 디에스(스페인어: Carlos Diehz, 1971년 3월 18일 ~ )는 멕시코의 배우이자 건축가다. 2024년 영화 콘클라베에서 베니테스 추기경 역을 맡은 것으로 널리 알려졌다.
디에스는 1971년 멕시코시티에서 태어나 어릴 적부터 회화나 그림과 같은 예술 분야에 관심을 보였다. 고등학생 시절에 연기에 관심을 갖게 되었지만 수줍음이 많은 성격 탓에 연기자의 길을 걷기를 주저했다. 이후 30년 넘게 멕시코에서 건축가로 살다가 2009년 캐나다로 이주하여 브리티시 컬럼비아주 밴쿠버에 정착했다.
디에스는 밴쿠버에서 결혼하여 현재도 밴쿠버에서 살고 있다. 2020년에 자녀들이 독립하면서 빈 둥지 증후군을 겪게 되자 새로운 시도를 하고자 마음을 먹게 되었고, 코로나19 팬데믹 기간에 열린 온라인 연기 워크숍에 등록하며 다시 연기를 배우기 시작했다. 처음에는 취미로 연기를 시작했다가 강사들의 조언을 듣고 진지하게 연기에 임하게 되었으며 건축 일과 연기 활동을 병행하게  되었다. 여러 인터뷰에서 디에스는 자신의 성장 배경과 인생 경험에서 연기의 영감을 받고 있으며 더 많은 연기 기회를 얻고 싶다는 열망을 드러냈다.
디에스 <비건 뱀파이어(2022)>와 <해가 일찍 저문 날(It Gets Dark Too Early)>이라는 두 편의 단편 영화에 출연했으며, 에드바르트 베르거 감독의 교황청 스릴러 영화인 콘클라베에 출연하면서 큰 주목을 받게 되었다. 캐스팅 디렉터인 니나 골드가 진행한 글로벌 캐스팅에서 디에스는 2022년 오디션을 거쳐 베니테스 추기경 역에 캐스팅되었다. 원작 소설의 베니테스 추기경은 필리핀인이었으나, 디에스의 특성을 살리기 위해 영화에서는 멕시코인으로 각색되었다. 촬영 기간 동안 디에스는 레이프 파인스와 존 리스고와 같은 배우들로부터 연기를 배우고 무대 공포증을 극복하는 방법에 대해 많은 조언을 받았다고 한다.

## 필모그래피
| 년도 | 제목                                      | 배역                      | 비고 |
| ---- | ----------------------------------------- | ------------------------- | --- |
| 2022 | 비건 뱀파이어(The Vegan Vampire)          | 디에고                    | 단편 영화 |
| 2022 | 해가 일찍 저문 날(It Gets Dark Too Early) | 크리산데멈(chrysanthemum) | 단편 영화 |
| 2024 | 콘클라베                                  | 빈센트 베니테스 추기경    | 크리틱스 초이스 영화상 최우수 연기 앙상블상 미국 배우 조합상 최우수 연기상 노미네이트— 노스캐롤라이나 영화 비평가 협회상 최우수 신인 연기자상 |